# La Santé Pharmaceutique
La Santé Pharmaceutique SA (LSP) est une industrie pharmaceutique basée au Gabon. Elle est installée dans la zone économique à régime privilégié de Nkok,. L'installation a été officiellement inaugurée le 10 novembre 2020. La production est centrée sur les médicaments génériques,.

## Histoire
La Santé Pharmaceutique SA est établie au Gabon depuis juin 2017, sous l'initiative de Purshotam Kumar Hissaria et Rajeev Lila, entrepreneurs du Rajasthan, en Inde. Elle fabrique des médicaments (comprimés non enrobés et enrobés, gélules, pommades et liquides oraux).
Selon le journal en ligne Gabon Media time l'entreprise serait « la plus grande usine de fabrication de produits pharmaceutiques de la CEMAC »,.
Une extension des installations à Nkok est annoncée en décembre 2021, avec un financement de l’Agence nationale de promotion des investissements (ANPI-Gabon).
Les emplois y sont essentiellement féminins.

## Production

### Covid-19

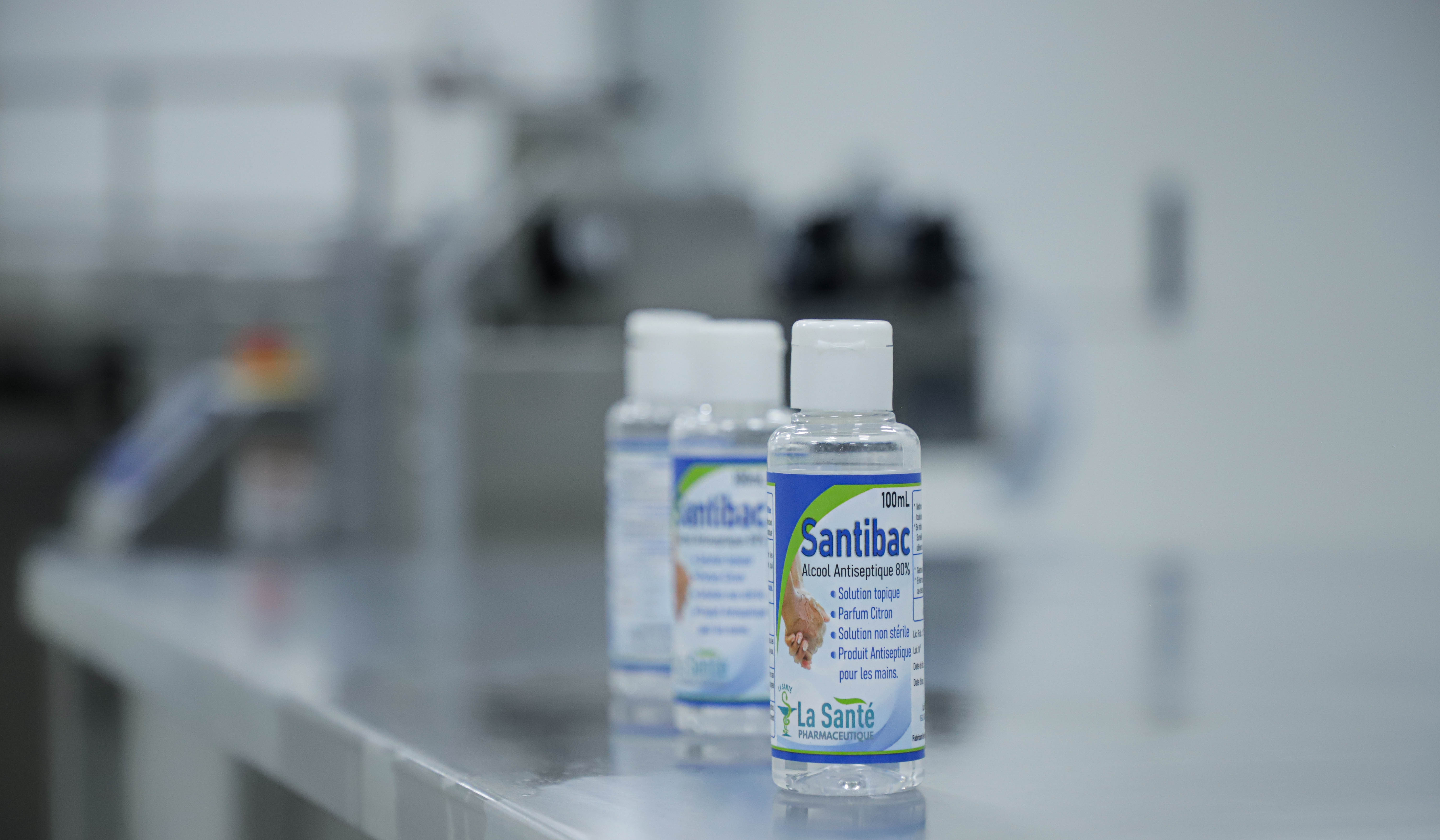
Gels Hydroalcooliques produits par LSP.

La Santé Pharmaceutique a adapté sa chaîne de production pour produire des solutions hydroalcooliques pour éviter une pénurie sur le territoire gabonais, le Gabon ne produisant aucun gel hydroalcoolique. La Santé Pharmaceutique a produit 20 000 bouteilles de solution toutes les huit heures. La première livraison estimée à 3000 litres a été faite le 7 avril 2020, à l’Office pharmaceutique national (OPN).

### Classes thérapeutiques des produits
La Santé Pharmaceutique a une capacité de production d'un million de comprimés, 150.000 flacons de sirop, 50.000 pommades et 500.000 gélules par jour. Elle a reçu l'autorisation de vendre plus de 140 médicaments de différentes classes thérapeutiques : antipaludique, antitussif et antiallergique, anti-inflammatoire et analgésique, gastro-entérique et anthelminthique, ARV, antifongique, antibiotique, cardiovasculaire.
Le gouvernement gabonais souhaite que l'entreprise approvisionne aussi le pays en antirétroviraux.

## Principaux actionnaires
Les  principaux actionnaires au 31 décembre 2021 sont :
| Sante Triumph LLP, India      | 66,7 % |
| Shanah Investments LTD, Dubaï | 33,3 % |